# Sergey Brin

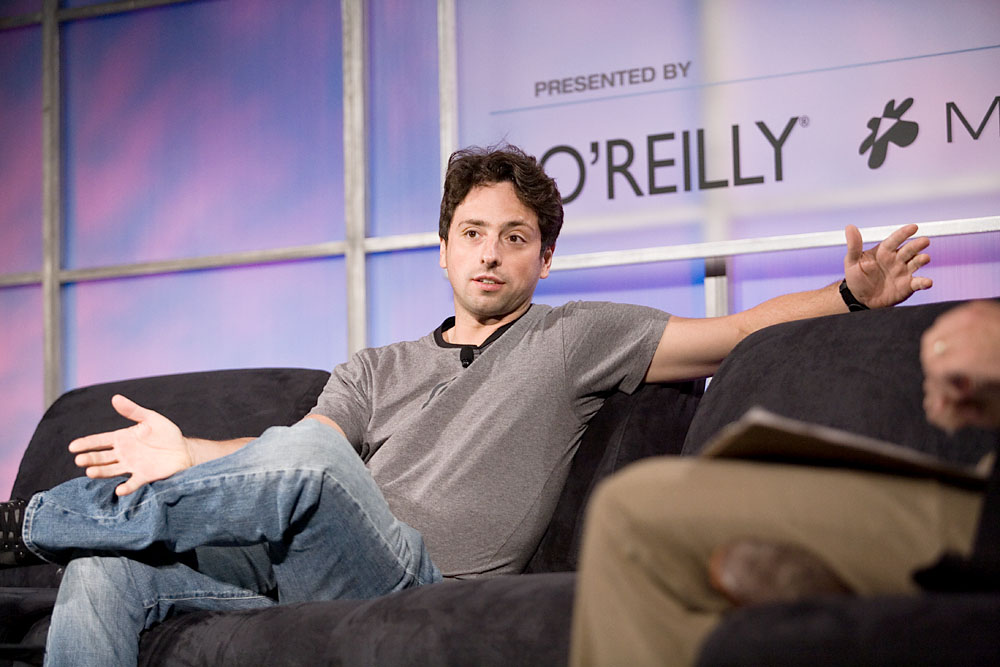
Szergej Brin a Web 2.0 konferencián 2005-ben

Szergej Brin (oroszosan: Сергей Михайлович Брин [Szergej Mihajlovics Brin]; Moszkva, Szovjetunió 1973. augusztus 21. –) orosz származású amerikai üzletember, a Google egyik alapító társtulajdonosa.

## Pályája
Szergej Brin Moszkvában született, orosz zsidó családban, apja Mihail Brin matematikus, közgazdász, aki 1979-ben családjával elhagyta a Szovjetuniót az akkor felerősödő antiszemitizmustól való félelmében. Szergej apja a Marylandi Egyetemen kapott professzori állást, ma is ott tanít, édesanyja a NASA kutatója.
Szergej későbbi pályáját meghatározta, hogy a mikroszámítógép-korszakban nőtt fel, első számítógépét, egy Commodore 64-est kilencedik születésnapjára kapta apjától. Már korai iskolás éveiben kitűnt kiváló matematikai érzékével és a számítástechnika iránti fogékonyságával.
Érdekes egybeesés, hogy későbbi üzlettársa, Larry Page is és ő is Montessori-módszerrel tanító iskolákba jártak.
Az amerikai iskolák mellett szülei is sokat foglalkoztak vele, főleg matematikából, ezért nem is volt kérdés, hogy milyen irányban tanul tovább. Szüleinek köszönhetően kiválóan beszél oroszul is, bár 5 éves korától angol nyelvű környezetben nőtt fel.
Szergej a középiskola után, 1990-ben a Marylandi Egyetemen kezdett tanulni, 1993 májusában kapott kiemelkedő minősítésű BS diplomát matematikából és számítástechnikából. Ennek köszönhetően elnyert egy állami ösztöndíjat, amivel beiratkozhatott a Stanford Egyetem számítástechnikai tudományos mesterprogramjára, amit 1995-ben, a szokásosnál egy évvel rövidebb idő alatt fejezett be, majd elkezdte a szak doktori programját. Ezt azonban Larry Page-hez hasonlóan egyelőre határozatlan időre felfüggesztette.
Stanfordi évei alatt különös érdeklődést mutatott az „adatbányászat” témája iránt, sokat publikált is ebben a tárgykörben.

## A Google sztori
Page egy évvel később érkezett Stanfordba, mint leendő cégtársa, Szergej Brin. Szergejt jelölte ki az egyetem, hogy vezesse körbe a campuson az új diákot. Habár szinte semmiben nem értettek egyet kezdeti beszélgetéseik során, fény derült egy közös szenvedélyükre: ez az adatbázisokban való keresés hatékonyságának, problémáinak kutatása. Page később iskolatársa, Alex Sonkin ötletét fejlesztgette, majd Brinnel közösen kezdtek dolgozni egy keresőrendszeren, amit Google-nak neveztek el. Elsőként a Stanford Egyetem saját szerverein tesztelték, majd 1998-ban kiléptek vele a webre..
A kereső azonnal sikeres lett, ebben közrejátszott az is, hogy az akkori legnépszerűbb kereső, az AltaVista arculatot váltott, versenytársa, a Yahoo! példáját követve portállá alakították, ez – valamint az, hogy az elavult keresési algoritmusok egyre kisebb hatékonysággal birkóztak meg a robbanásszerűen növekedő World Wide Webbel – rengeteg csalódott felhasználót terelt a Google minimalista, de hatékony oldalára. A Google titka a szabadalmaztatott PageRank technológia, az eljárás lényege (nagyon leegyszerűsítve), hogy a találatokat úgy rendezi sorba, hogy az oldalak tartalma mellett azt is vizsgálja, hogy az adott oldalra hány és mennyire releváns (a keresett szót szintén tartalmazó) link vezet.
Brin a kereső üzemeltetésére létrehozott Google, Inc. (Rt.) társelnöke lett Larry Page-dzsel közösen. A céget egyébként egy barátjuk garázsában alapították 1998. szeptember 27-én. Elnöki posztjukról 2001-ben mondtak le, amikor felvették Eric E. Schmidtet, a Novell egykori vezetőjét az rt. elnökének és vezérigazgatójának. Szergej Brin azóta hivatalosan technológiai elnök, éves fizetése 1 $.
Vagyonát jelenleg kb. 22,8 milliárd dollárra becsülik (Forbes magazine), de ez a Google részvényárfolyamainak függvényében folyamatosan változik (többnyire emelkedik). A negyven éven aluliak között a világ 16. leggazdagabb embere.
A hatalmas vagyon ellenére továbbra is hétköznapi életet él, egy környezetbarát Toyota Priusszal jár, de gyakran érkezik a céghez görkorcsolyán (a Googleplex parkolójában hetente kétszer rendeznek görhoki meccseket), rendszeresen sportol és – apja egy nyilatkozata szerint – továbbra is egy kétszobás bérelt lakásban él.
Szergej gyakori vendégelőadó tudományos és üzleti konferenciákon, és többször volt hír- és show-műsorok vendége.